# Illumination Ritual
Illumination Ritual è l'ottavo album della band statunitense The Appleseed Cast, pubblicato nel 2013.
Vede alla batteria Nathan Wilder in sostituzione di Nathan Jr. Richardson.
Dall'album è stato estratto il singolo North Star Ordination, disponibile solamente su vinile 33 giri.

## Tracce
1. Adriatic to Black Sea – 5:28
2. Great Lake Derelict – 4:36
3. Simple Forms – 2:41
4. Cathedral Rings – 4:37
5. 30 Degrees 3 AM – 4:15
6. Branches on the Arrow Peak Revelation – 3:01
7. Barrier Islands (Do We Remain) – 4:12
8. North Star Ordination – 6:01
9. Clearing Life – 5:14
10. Illumination Ritual – 4:02